# Liste de personnalités inhumées au cimetière du Montparnasse
Le  cimetière du Montparnasse de Paris abrite de nombreuses personnalités dont voici une liste non exhaustive.
- Haut – A
- B
- C
- D
- E
- F
- G
- H
- I
- J
- K
- L
- M
- N
- O
- P
- Q
- R
- S
- T
- U
- V
- W
- X
- Y
- Z

## A
| Nom                                            | Métier                                                         | Division                                         | Photo |
| ---------------------------------------------- | -------------------------------------------------------------- | ------------------------------------------------ | ----- |
| Moussa Abadi (1910-1997)                       | résistant juif                                                 | 30e division                                     |       |
| Louise Abbéma (1853-1927)                      | artiste peintre, sculpteur                                     | 9e division                                      |       |
| Edmond Louis Rose d'Achery (1832-1923)         | camérier du Pape                                               | 15e division                                     |       |
| Albert Adès (1893-1921)                        | écrivain                                                       | 22e division                                     |       |
| Roy Adzak (1927-1987)                          | artiste peintre, graveur, photographe et sculpteur britannique | 9e division                                      |       |
| Mlle Agar (Marie Léonide Charvin) (1832-1891)  | actrice                                                        | 9e division                                      |       |
| Arlette Albert-Birot (1930-2010)               | écrivain, présidente du Marché de la Poésie                    | 11e division                                     |       |
| Pierre Albert-Birot (1876-1967)                | écrivain, poète                                                | 11e division                                     |       |
| Henri Alekan (1909-2001)                       | cinéaste, directeur de la photographie                         | 29e division                                     |       |
| Alexandre Alekhine (1892-1946)                 | champion du monde d'échecs français d'origine russe            | 8e division                                      |       |
| Louis Alibaud (1810-1836)                      | militaire                                                      | tranchée des suppliciés                          |       |
| Raphaël Alibert (1887-1963)                    | juriste et homme politique                                     | 10e division                                     |       |
| Olivier Ameisen (1953-2013)                    | médecin cardiologue, partisan du baclofène                     | 4e division                                      |       |
| Désiré André (1840-1917)                       | mathématicien                                                  | 9e division                                      |       |
| Yann Andréa (1952-2014)                        | écrivain français et dernier compagnon de Marguerite Duras     | 21e division                                     |       |
| Germaine Sargines Angrand-Campenon (1836-1915) | artiste peintre                                                | 18e division                                     |       |
| Charles Antoine Marie Année (1812-1841)        | peintre français                                               | 4e division                                      |       |
| Étienne Arago (1802-1892)                      | maire de Paris                                                 | 10e division                                     |       |
| Daniel Arasse (1944-2003)                      | historien de l’art                                             | 9e division                                      |       |
| Michèle Arnaud (1919-1998)                     | chanteuse, productrice et réalisatrice                         | 7e division                                      |       |
| Raymond Aron (1905-1983)                       | écrivain                                                       | 24e division) avec son épouse Suzanne (1907-1997 |       |
| Louis Asseline (1829-1878)                     | homme politique                                                | 6e division                                      |       |
| Zacharie Astruc (1833-1907)                    | artiste français                                               | 22e division                                     |       |
| Jean-Luc Aubert (1939-2008)                    | juriste, sociologue juridique, agrégé des facultés de droit    | 10e division                                     |       |
| Irma Aubry (1829-1911)                         | actrice française                                              | 9e division                                      |       |
| Claudine Auger (1941-2019)                     | actrice française                                              | 5e division                                      |       |
| Tina Aumont (1946-2006)                        | actrice franco-américaine                                      | 24e division                                     |       |
| Georges Auric (1899-1983)                      | compositeur, membre des Six                                    | 2e division                                      |       |
| Kostas Axelos (1924-2010)                      | philosophe et traducteur                                       | 13e division                                     |       |
| Alexandre Axenfeld (1825-1876)                 | médecin des hôpitaux                                           | 10e division                                     |       |
|                                                |                                                                |                                                  |       |

- Haut – A
- B
- C
- D
- E
- F
- G
- H
- I
- J
- K
- L
- M
- N
- O
- P
- Q
- R
- S
- T
- U
- V
- W
- X
- Y
- Z

## B
| Nom                                                            | Métier | Division | Photo |
| -------------------------------------------------------------- | --- | --- | ----- |
| Victor Bablon (1838-1910)                                      | inventeur | 26e division |       |
| Charles-Élie Bailly (1830-1895)                                | sculpteur | 26e division |       |
| Shapour Bakhtiar (1914-1991)                                   | Premier ministre d'Iran                                                                                           | 8e division |       |
| Antoine-Jérôme Balard (1802-1876)                              | chimiste français                                                                                                 | 29e division |       |
| César Baldaccini (1921-1998)                                   | sculpteur | 3e division |       |
| Paul Balze (1815-1894) et son frère Raymond Balze (1818-1909)  | peintres | 10e division |       |
| Théodore de Banville (1823-1891)                               | poète | 13e division |       |
| William Baranès dit Guillaume Dustan (1965-2005)               | un écrivain et éditeur français, magistrat de profession                                                          | 29e division |       |
| Elsa Barraine (1910-1999)                                      | compositrice | 24e division |       |
| Raymond Barre (1924-2007)                                      | Premier ministre français                                                                                         | 18e division |       |
| Kate Barry (1967-2013)                                         | photographe britannique                                                                                           | 11e division |       |
| Gérard Barthélémy (1937-2002)                                  | artiste peintre                                                                                                   | 1re division |       |
| Frédéric Bartholdi (1834-1904)                                 | sculpteur | 28e division |       |
| Maryse Bastié (1898-1952)                                      | aviatrice | 6e division |       |
| Sylvia Bataille (1908-1993)                                    | actrice | 7e division |       |
| Nicolas Battestini (1893-1982)                                 | premier président de la Cour de cassation                                                                         | 16e division |       |
| Pierre Joseph Marie Baude (1763-1840)                          | magistrat, préfet                                                                                                 | division ? |       |
| Jean-Jacques Baude (1792-1862)                                 | homme politique, conseiller d'État                                                                                | division ? |       |
| Alphonse Baude (1804-1885)                                     | Inspecteur général des Ponts et Chaussées, créateur de la 1re gare Montparnasse                                   | division ? |       |
| Georges-Napoléon Baude (1830-1887)                             | diplomate | 2e division |       |
| Charles Baudelaire (1821-1867)                                 | poète | 6e division – un cénotaphe en son honneur existe également dans le même cimetière, entre la 26e et la 27e division |       |
| Jean Baudrillard (1929-2007)                                   | sociologue et philosophe                                                                                          | 8e division |       |
| Marcel Béalu (1908-1993)                                       | écrivain et un poète                                                                                              | 3e division |       |
| Charles-François Beautemps-Beaupré (1766-1854)                 | ingénieur hydrographe et cartographe                                                                              | 13e division |       |
| Simone de Beauvoir (1908-1986)                                 | philosophe, enterrée avec son compagnon Jean-Paul Sartre                                                          | 20e division |       |
| Jacques Becker (1906-1960)                                     | cinéaste | 22e division |       |
| Samuel Beckett (1906-1989)                                     | écrivain irlandais                                                                                                | 12e division |       |
| Eugène Belgrand (1810-1878)                                    | ingénieur | 6e division |       |
| Ilex Beller (1914-2005)                                        | artiste juif | 19e division |       |
| Henri Bellery-Desfontaines (1867-1909)                         | artiste pluridisciplinaire                                                                                        | 27e division |       |
| Paul Belmondo (1898-1982)                                      | sculpteur français                                                                                                | 2e division |       |
| Charles Belmont (1936-2011)                                    | acteur, réalisateur et scénariste français                                                                        | 2e division |       |
| Pierre Bénard (1898-1946)                                      | journaliste, écrivain et scénariste français                                                                      | 13e division |       |
| Valérie Benguigui (1961-2013)                                  | actrice et metteur en scène française de théâtre                                                                  | 4e division |       |
| Eugène Benoist (1831-1887)                                     | latiniste français                                                                                                | 9e division |       |
| Pierre Bénichou (1938-2020)                                    | Journaliste | 12e division |       |
| Alex Berdal (1945-2010)                                        | artiste peintre, sculpteur et écrivain, Prix de Rome                                                              | 1re division | [ 2 ] |
| François Berge (1779-1832)                                     | général d'Empire                                                                                                  | 3e division |       |
| Emmanuel Berl (1892-1976)                                      | écrivain et philosophe, mari de la chanteuse, compositrice et actrice Mireille,                                   | 25e division |       |
| Léon Bernard (1877-1935)                                       | acteur français de théâtre                                                                                        | division ? |       |
| Émile Bernaux (1883-1970)                                      | ébéniste d'art, chevalier de la Légion d'honneur                                                                  | division ? |       |
| Georges Bernier dit Professeur Choron (1929-2005)              | humoriste, cofondateur de Hara-Kiri et de Charlie Hebdo                                                           | 26e division |       |
| Michel Berny (1945-2006)                                       | réalisateur | 3e division |       |
| Georges Berr (1867-1942)                                       | acteur | 24e division |       |
| John Berry (1917-1999)                                         | réalisateur | 2e division |       |
| Hippolyte Berteaux (1843-1926)                                 | artiste peintre français                                                                                          | 12e division |       |
| Aloysius Bertrand (1807-1841)                                  | poète français | 10e division |       |
| Marcel Alexandre Bertrand (1847-1907)                          | géologue, fondateur de la tectonique moderne                                                                      | division ? |       |
| Albert Besnard (1849-1934)                                     | membre de l'Académie française, artiste peintre et décorateur                                                     | 9e division |       |
| Philippe Besnard (sculpteur) (1885-1971)                       | fils du précédent                                                                                                 | division ? |       |
| Victor Bétolaud (1803-1879)                                    | grammairien et traducteur français                                                                                | 7e division |       |
| Hubert Beuve-Méry (1902-1989)                                  | journaliste | 8e division |       |
| Irénée Jules Bienaymé (1796-1878)                              | probabiliste et statisticien                                                                                      | 10e division |       |
| François Victor Eloi Biennourry (1823-1893)                    | artiste peintre français                                                                                          | 17e division |       |
| François Billetdoux (1927-1991)                                | écrivain et dramaturge français                                                                                   | 13e division |       |
| Léon Binet (1891-1971)                                         | médecin et professeur de physiologie français, spécialiste de la réanimation cardiaque                            | 28e division |       |
| Louis-Gustave Binger (1856-1936)                               | officier, explorateur et administrateur colonial                                                                  | 9e division |       |
| Paul-Laurent Bion (1845-1897)                                  | sculpteur | 1re division |       |
| Jane Birkin (1946-2023)                                        | actrice, chanteuse, réalisatrice et scénariste                                                                    | 11e division avec sa fille Kate Barry                                                                              |       |
| Michel Bizot (1795-1855)                                       | Général, directeur de l'école polytechnique, mort durant le siège de Sébastopol                                   | 1re division |       |
| Henri-Joseph Blanquart de Bailleul (1758-1841)                 | homme politique français                                                                                          | 1re division |       |
| Marcel Bloch (1882-1966)                                       | artiste peintre                                                                                                   | 29e division |       |
| Henri Blaze de Bury (1813-1888)                                | écrivain, poète, dramaturge et critique littéraire français                                                       | 26e division |       |
| Lucien Bodard (1914-1998)                                      | journaliste et écrivain                                                                                           | 6e division |       |
| Marc Boegner (1881-1970)                                       | pasteur et académicien                                                                                            | 1re division |       |
| Ksenia Bogouslavskaïa (1892-1971)                              | artiste peintre russe                                                                                             | division ? |       |
| Jeanne Désirée Clémence Boitard (1850-1888)                    | Première épouse de l'artiste peintre Henri Rousseau (1844-1910) dit Le Douanier Rousseau                          | Caveau 9e division, 4e ligne nord, no 18 par l'ouest                                                               |       |
| Arsène Désiré Boivin (1840-1892)                               | président de la chambre syndicale des constructeurs électriciens, membre de la société des sauveteurs de la Seine | 18e division |       |
| Arthur Bommelaer (1879-1956)                                   | ingénieur et dirigeant français                                                                                   | 9e division |       |
| Jean-Marie Bonnassieux (1810-1892)                             | sculpteur, grand prix de Rome                                                                                     | 16e division |       |
| Henri-Marie Bouasse dit Bouasse-Lebel(1828-1912)               | éditeur | division ? |       |
| Albert Bouasse dit Bouasse-Lebel(1868-1955)                    | éditeur | division ? |       |
| Dimitri Bouchène (1893-1993)                                   | artiste peintre                                                                                                   | 13e division |       |
| Simon Boucher de la Rupelle (1865-1928)                        | secrétaire général puis sous-directeur à la Société Générale                                                      | 19e division |       |
| Louis-Jules Bouchot (1817-1907)                                | architecte | 7e division |       |
| Aristide Boucicaut (1810-1877)                                 | fondateur du Bon Marché                                                                                           | 18e division |       |
| Marguerite Boucicaut (1816-1887)                               | femme d’affaires                                                                                                  | 18e division |       |
| Alphonse Boudard (1925-2000)                                   | écrivain | 18e division |       |
| Marcel Boudou (1932-1991)                                      | cinéaste | 13e division |       |
| William-Adolphe Bouguereau (1825-1905)                         | artiste peintre                                                                                                   | division ? |       |
| Pierre François Marie Boulanger (1813-1891)                    | ferronnier d'art                                                                                                  | 1re division |       |
| Antoine Jacques Claude Joseph Boulay de la Meurthe (1761-1840) | homme politique                                                                                                   | 27e division |       |
| Georges Boulay de la Meurthe (1797-1858)                       | homme politique                                                                                                   | 27e division |       |
| Henri Bouley (1814-1885)                                       | vétérinaire | 6e division |       |
| Christine Boumeester (1904-1971)                               | artiste peintre et graveur                                                                                        | 12e division |       |
| Antoine Bourdelle (1861-1929)                                  | sculpteur | 15e division |       |
| Marie Bourgault-Ducoudray (1847-1885)                          | sculptrice | 17e division |       |
| Pierre Bourgeade (1927-2009)                                   | écrivain | 6e division |       |
| Paul Bourget (1852-1935)                                       | écrivain | 26e division |       |
| Émile Boutroux (1845-1921)                                     | philosophe | 16e division |       |
| Emmanuel Bove (1898-1945)                                      | écrivain | 25e division |       |
| Marcel Bozzuffi (1929-1988)                                    | acteur | 7e division |       |
| Constantin Brancusi (1876-1957)                                | sculpteur français et roumain                                                                                     | 18e division |       |
| Gyula Brassaï (1899-1984)                                      | photographe français d'origine hongroise                                                                          | 2e division |       |
| Michel Bréal (1832-1915)                                       | linguiste, professeur au Collège de France, fondateur de l'École des Hautes-Études, inventeur du marathon         | 14e division |       |
| Marie Joseph Eugène Bridoux (1856-1914)                        | général français                                                                                                  | 22e division |       |
| François Augustin Bridoux (1813-1892)                          | graveur, grand prix de Rome                                                                                       | 10e division |       |
| Pierre-Joseph Briot (1771-1827)                                | député du Doubs au Conseil des Cinq-Cents, créateur de la Carboneria italienne en 1806                            | 6e division |       |
| Paul Broca (1824-1880)                                         | médecin, anatomiste et anthropologue                                                                              | 15e division |       |
| Jean Bruller dit Vercors (1902-1991)                           | écrivain français                                                                                                 | 29e division |       |

- Haut – A
- B
- C
- D
- E
- F
- G
- H
- I
- J
- K
- L
- M
- N
- O
- P
- Q
- R
- S
- T
- U
- V
- W
- X
- Y
- Z

## C
| Nom                                                                | Métier | Division                | Photo |
| ------------------------------------------------------------------ | --- | ----------------------- | ----- |
| Louis-Nicolas Cabat (1812-1893)                                    | artiste peintre | 6e division             |       |
| Jean-Baptiste Paul Cabet (1815-1876)                               | statuaire | 1re division            |       |
| Just Cabot (1892-1961)                                             | écrivain catalan (dans le panthéon Castelucho) | division ?              |       |
| Claude Cahen, (1909-1991)                                          | historien français spécialiste de l'islam médiéval dont il introduisit l'enseignement dans l'université française, Académicien (Inscriptions et Belles Lettres) et de plusieurs Instituts étrangers | 5e division             |       |
| Léon Cahun (1841-1900)                                             | écrivain, journaliste, orientaliste | 5e division             |       |
| Roger Caillois (1913-1978)                                         | écrivain | 26e division            |       |
| Gérard Calvi (1922-2015)                                           | compositeur, père du journaliste Yves Calvi | 12e division            |       |
| Odette Caly (1914-1993)                                            | artiste peintre française | 4e division             |       |
| Jules Cambon (1845-1935)                                           | diplomate et administrateur | 12e division            |       |
| Jacques Capelovici dit Maître Capello 1922-2011)                   | linguiste français et animateur de jeux francophone | 3e division             |       |
| Joseph Louis Capitan (1854-1929)                                   | Professeur à la Faculté de médecine de Paris, Professeur au Collège de France, un des fondateurs de la Préhistoire, membre de l’Académie nationale de Médecine                                      | 6e division             |       |
| Anne Caprile (1920-2013)                                           | Comédienne, directrice de théâtre | 15e division            |       |
| François Caradec (1924-2008)                                       | écrivain, pataphysicien et oulipien | 13e division            |       |
| Jean-Baptiste-Prudent Carbillet (1804-1888)                        | peintre | 15e division            |       |
| Étienne de Cardaillac (1818-1879)                                  | homme politique, directeur des bâtiments civils de Napoléon III | 13e division            |       |
| Agustín Cárdenas (1927-2001)                                       | artiste peintre et sculpteur cubain | 1re division            |       |
| Juan Manuel Cardenas-Castro (1891-1988)                            | artiste peintre péruvien | division ?              |       |
| Emile Joseph Carlier (1849-1927)                                   | sculpteur | 10e division            |       |
| Jean Carmet (1920-1994)                                            | acteur | 4e division             |       |
| Ambroise-Marie Carré (1908-2004)                                   | prêtre, dominicain, membre de l'Académie française | 9e division             |       |
| Hélène Carrère d'Encausse (1929-2023)                              | historienne et femme politique | 27e division            |       |
| Eugène Carrière (1849 - 1906)                                      | artiste peintre | 6e division             |       |
| Théodore Caruelle d'Aligny (1798 - 1871)                           | artiste peintre | 18e division            |       |
| René Cassin (1887-1976)                                            | homme politique | 5e division (cénotaphe) |       |
| Pierre Castagnou (1940-2009)                                       | homme politique | 13e division            |       |
| Monique Castillo (1948 - 2019)                                     | philosophe française | 10e division            |       |
| Cornelius Castoriadis (1922-1997)                                  | philosophe français d'origine grecque | 6e division             |       |
| Sergio de Castro (1922-2012)                                       | artiste peintre et musicien argentin | division ?              |       |
| Pierre Catrufo (1808-1853)                                         | artiste peintre suisse | division ?              |       |
| Jacqueline Caurat (1927-2021)                                      | présentatrice, animatrice de télévision et journaliste | 30e division            |       |
| Dominique Hyacinthe Cavaillé-Coll (1771-1862)                      | facteur d'orgues | 18e division            |       |
| Aristide Cavaillé-Coll (1811-1899)                                 | facteur d'orgues | 18e division            |       |
| Elsa Cayat (1960-2015)                                             | psychiatre et psychanalyste à Charlie Hebdo | 5e division             |       |
| Jorge Cedrón (1942-1980)                                           | cinéaste argentin | 13e division            |       |
| Caroline Cellier (1945-2020)                                       | actrice | 4e division             |       |
| Emmanuel Chabrier (1841-1894)                                      | compositeur | 9e division             |       |
| Michel Chaillou (1930-2013)                                        | écrivain | 16e division            |       |
| Edouard Chambost (1942-2009)                                       | avocat et écrivain | 10e division            |       |
| Jean-Baptiste Nompère de Champagny (1756-1834)                     | militaire et homme politique, ministre de Napoléon Ier, 1er duc de Cadore | 3e division             |       |
| Louis Alix de Nompère de Champagny (1796-1870)                     | diplomate et homme politique, membre de la Chambre des pairs, diplomate, 2e duc de Cadore | 3e division             |       |
| Franz de Champagny (1804-1882)                                     | historien et académicien, 4e duc de Cadore | 3e division             |       |
| Jérôme-Paul de Nompère de Champagny (1809-1893)                    | homme politique, député des Côtes-du-Nord, 5e duc de Cadore | 3e division             |       |
| Charles-Marie Champigneulle (1880-1908)                            | maître verrier, fils de Louis-Charles-Marie Champigneulle | 3e division             |       |
| Honoré Champion (1846-1913)                                        | éditeur-libraire | 3e division             |       |
| Jules Chaplain (1839-1909)                                         | sculpteur, médailleur, dessinateur et lithographe français | 18e division            |       |
| Gabriel Charavay (1818-1879)                                       | journaliste révolutionnaire, éditeur-libraire | 26e division            |       |
| Marin-Étienne Charavay (1848-1899)                                 | historien, éditeur et libraire | 10e division            |       |
| Claude François Chauveau-Lagarde (1765-1841)                       | avocat et homme politique | 1re division            |       |
| Antoine Chazal (1793-1854)                                         | artiste peintre | 2e division             |       |
| Jean-Baptiste Victor Chebrou de Lespinats (1802-1875)              | colonel des Haras | 30e division            |       |
| Andrée Chedid (1920-2011)                                          | femme de lettres et poète française | 3e division             |       |
| Victor Cherbuliez (1829-1899)                                      | écrivain | 27e division            |       |
| Jean-Alexandre Chertier (1825-1890)                                | orfèvre | 2e division             |       |
| Ferdinand Chesnais (1986-2006)                                     | acteur, fils de Patrick Chesnais et Coralie Seyrig | 7e division             |       |
| Jacques Chirac (1932-2019)                                         | homme politique, président de la République de 1995 à 2007 | 1re division            |       |
| Laurence Chirac (1958-2016)                                        | médecin, fille du président Jacques Chirac et de son épouse Bernadette Chirac | 1re division            |       |
| Jean-Louis Chodron de Courcel et Marguerite de Brondeau d'Urtières | parents de Bernadette Chirac | division ?              |       |
| Louis-Isidore Choiselat (1784-1853)                                | orfèvre, bronzier et doreur parisien, directeur de la maison Choiselat-Gallien | division ?              |       |
| Professeur Choron, de son vrai nom Georges Bernier, (1929-2005)    | humoriste, cofondateur de Hara-Kiri et de Charlie Hebdo | 26e division            |       |
| Daniel Bevilacqua, dit Christophe (1945-2020)                      | auteur-compositeur et chanteur | 7e division             |       |
| Emil Cioran (1911-1995)                                            | écrivain français d'origine roumaine | 13e division            |       |
| André Citroën (1879-1935)                                          | industriel automobile | 28e division            |       |
| Émilie Cizaletti-Gosselin (1866-1943)                              | décoratrice | 27e division            |       |
| Alexandre Clair (1832-1886)                                        | apôtre de l'enseignement professionnel | 26e division            |       |
| Georges-Emmanuel Clancier (1914-2018)                              | écrivain et poète français | 11e division            |       |
| Antoni Clavé (1913-2005)                                           | artiste peintre catalan | division ?              |       |
| Alexandre Clerget (1856-1931)                                      | sculpteur et orfèvre | 9e division             |       |
| Alfred Des Cloizeaux (1817-1897)                                   | minéralogiste | 13e division            |       |
| Jean-Claude Colfavru (1820-1891)                                   | député, fondateur de la Société des droits de l'homme et du citoyen | 20e division            |       |
| François Coli (1881-1927)                                          | pilote (cénotaphe) | 11e division            |       |
| Charles Colin (1832-1881)                                          | hautboïste, organiste et compositeur français | 13e division            |       |
| Jacques Collombet (1912-1989                                       | Ingénieur Sup aéro, pilote d'essai, Général de brigade aérienne, commandant de la base aérienne de Villacoublay, Officier de la Légion d'honneur, Chevalier du Mérite scientifique                  | 27e division            |       |
| Louis Combes (1822-1881)                                           | homme politique et historien français | 19e division            |       |
| Claude Confortès (1928-2016)                                       | réalisateur et acteur | 24e division            |       |
| Nicolas Jacques Conté (1755-1805)                                  | peintre, physicien et chimiste | 3e division             |       |
| François Coppée (1842-1908)                                        | poète, dramaturge et romancier | 9e division             |       |
| Gustave-Gaspard Coriolis (1792-1843)                               | mathématicien et ingénieur | 12e division            |       |
| Julio Cortázar (1914-1984)                                         | écrivain argentin né en Belgique | 3e division             |       |
| Albert Cossery (1913-2008)                                         | écrivain égyptien francophone | 13e division            |       |
| Auguste Coudereau (1832-1882)                                      | médecin | 19e division            |       |
| Maurice Couve de Murville (1907-1999)                              | homme politique, Premier ministre en 1968-1969 | 18e division            |       |
| Marie-Eugénie Coulin-Moinot (1867-1950)                            | peintre | division ?              |       |
| Georges Cravenne (1914-2009)                                       | producteur et publicitaire, créateur des César du cinéma | 21e division            |       |
| Marcel Cravenne (1908-2002)                                        | réalisateur, scénariste et monteur | 21e division            |       |
| Bruno Cremer (1929-2010)                                           | acteur | 26e division            |       |
| Adolphe Crémieux (1796-1880)                                       | homme d'État | 5e division             |       |
| Charles Cros (1842-1888)                                           | poète et inventeur | 29e division            |       |
| Charles-Émile Cuisin (1832-1900)                                   | artiste peintre, dessinateur-botaniste et graveur | 10e division            |       |

- Haut – A
- B
- C
- D
- E
- F
- G
- H
- I
- J
- K
- L
- M
- N
- O
- P
- Q
- R
- S
- T
- U
- V
- W
- X
- Y
- Z

## D
| Nom                                                             | Métier                                                                                     | Division                         | Photo |
| --------------------------------------------------------------- | ------------------------------------------------------------------------------------------ | -------------------------------- | ----- |
| Aleksander Dąbrowski (1787-1836)                                | officier polonais                                                                          | division ?                       |       |
| Jérôme Dahan (1959-2010)                                        | auteur-compositeur-interprète                                                              | 30e division                     |       |
| Maurice Dainville (1856-1943)                                   | artiste peintre et architecte                                                              | 9e division                      |       |
| Gilberte H. Dallas (1918-1960)                                  | poètesse                                                                                   | division ?                       |       |
| Jules Dalou (1838-1902)                                         | sculpteur                                                                                  | 4e division                      |       |
| Émile Charles Dameron (1848-1908)                               | artiste peintre                                                                            | 12e division                     |       |
| Jean Daniel (1920-2020)                                         | journaliste, écrivain, fondateur du Nouvel Observateur, père de la journaliste Sara Daniel | 9e division                      |       |
| Louise Sébastienne Danton (1777-1856)                           | épouse de Danton puis baronne Dupin                                                        | 2e division                      |       |
| Mireille Darc (1938-2017)                                       | actrice et réalisatrice                                                                    | 11e division                     |       |
| Daniel Darès (1931-2011)                                        | acteur                                                                                     | 1re division                     |       |
| Jean Antoine Joseph Davillier (1754-1831)                       | pair des Cent-Jours                                                                        | division ?                       |       |
| Gabriel Davioud (1824-1881)                                     | architecte                                                                                 | division 8                       |       |
| Constantin Jean Marie Xavier de Dax, marquis d'Axat (1797-1868) | officier supérieur de la Garde royale                                                      | 1re division                     |       |
| Emmanuel Ange Jean Marie de Dax, marquis d'Axat (1827-1882)     | magistrat, fils aîné du précédent                                                          | 1re division                     |       |
| Georges Dayan (1915-1979)                                       | homme politique français                                                                   | 13e division                     |       |
| Max Dearly (1874-1943)                                          | comédien                                                                                   | 27e division - petit cimetière   |       |
| Jacques Debary (1914-2011)                                      | acteur                                                                                     | 10e division                     |       |
| André Del Debbio (1908-2010)                                    | sculpteur français                                                                         | 6e division                      |       |
| Jos De Cock (1934-2010)                                         | peintre belgo-française                                                                    | 3e division                      |       |
| Régine Deforges (1935-2014)                                     | romancière et éditrice française                                                           | 3e division                      |       |
| Raymond Delange (1898-1976)                                     | général français, Compagnon de la Libération                                               | division ?                       |       |
| Frédéric Delanoë (1789-1861)                                    | peintre français                                                                           | division 10                      |       |
| Alice Delaye (1884-1963)                                        | artiste peintre portraitiste et paysagiste                                                 | 22e division                     |       |
| Danièle Delorme (1926-2015)                                     | actrice et productrice de cinéma                                                           | 9e division                      |       |
| Louis Cosme Demaille (1837-1906)                                | sculpteur français                                                                         | 3e division                      |       |
| Jacques Demy (1931-1990)                                        | producteur, réalisateur du cinéma, enterré avec son épouse Agnès Varda                     | 9e division                      |       |
| Jacques Derogy (1925-1997)                                      | journaliste français                                                                       | division ?                       |       |
| Paul Deschanel (1855-1922)                                      | président de la République française                                                       | 14e division                     |       |
| Isnard Desjardins (1814-1894)                                   | graveur                                                                                    | 6e division                      |       |
| Robert Desnos (1900-1945)                                       | poète                                                                                      | 15e division                     |       |
| Sophie Desmarets (1922-2012)                                    | actrice                                                                                    | 15e division                     |       |
| Eugène Despois (1818-1876)                                      | professeur de rhétorique et journaliste                                                    | 13e division                     |       |
| Jacques Destrée - docteur Marcel Renet, dit - (1905-1979)       | résistant, déporté, sénateur (fiche sénat)                                                 | 12e division                     |       |
| Porfirio Díaz (1830-1915)                                       | président du Mexique jusqu'en 1911                                                         | 15e division)                    |       |
| André Dignimont (1891-1965)                                     | artiste peintre et illustrateur                                                            | 27e division                     |       |
| René Dorand (1898-1981)                                         | ingénieur français en aéronautique, pionnier de l’hélicoptère                              | division ?                       |       |
| Auguste Dornès (1799-1848)                                      | homme politique                                                                            | 13e division                     |       |
| Marie Dorval (1798-1849)                                        | illustre comédienne                                                                        | 6e division                      |       |
| Camille Doucet (1812-1895)                                      | poète et auteur dramatique français                                                        | 2e division                      |       |
| Alfred Dreyfus (1859-1935)                                      | officier français                                                                          | 28e division                     |       |
| Clément Dreyfus (1858-1933)                                     | artiste peintre et dessinateur                                                             | 29e division                     |       |
| Lucie Dreyfus (1869-1945)                                       | son épouse                                                                                 | 28e division                     |       |
| Augustin Dubail (1851-1934)                                     | général                                                                                    | 10e division                     |       |
| Félix Duban (1797-1870)                                         | architecte                                                                                 | 19e division                     |       |
| Roland Dubillard (1923-2011)                                    | dramaturge français                                                                        | 27e division                     |       |
| Joseph-Adolphe-Augustin Dudicourt (1860-1927)                   | peintre français                                                                           | 29e division                     |       |
| Jean-Baptiste Dumas (1800-1884)                                 | chimiste                                                                                   | 16e division                     |       |
| Georges Dumézil (1898-1986)                                     | philologue, historien des religions et anthropologue                                       | 19e division                     |       |
| Jean Dumézil (1857-1929)                                        | général de division                                                                        | 19e division (cénotaphe)         |       |
| Auguste Dumont (1801-1884)                                      | sculpteur                                                                                  | 10e division                     |       |
| Jules Dumont d'Urville (1790-1842)                              | officier de marine, explorateur                                                            | cénotaphe - 15e division         |       |
| Carol Dunlop (1946-1982)                                        | écrivain traductrice photographe et militante politique canadienne                         | 3e division, avec Julio Cortazar |       |
| Claude-François-Etienne baron Dupin (1767-1828)                 | premier préfet des Deux-Sèvres                                                             | 2e division                      |       |
| Marguerite Duras (1914-1996)                                    | écrivain et metteur en scène                                                               | 21e division                     |       |
| Émile Durkheim (1858-1917)                                      | sociologue français                                                                        | 5e division                      |       |
| Henri Dutilleux (1916-2013)                                     | compositeur français de musique classique                                                  | 12e division                     |       |
| Jean Dutourd (1920-2011)                                        | romancier et essayiste français                                                            | 9e division                      |       |
| Roland Dyens (1955-2016)                                        | guitariste                                                                                 | 3e division                      |       |
| Robert Dyens (1930-2004)                                        | artiste peintre                                                                            | 3e division                      |       |

- Haut – A
- B
- C
- D
- E
- F
- G
- H
- I
- J
- K
- L
- M
- N
- O
- P
- Q
- R
- S
- T
- U
- V
- W
- X
- Y
- Z

## E
| Nom                               | Métier                                                                            | Division     | Photo |
| --------------------------------- | --------------------------------------------------------------------------------- | ------------ | ----- |
| Edson Elias (1947 - 2008)         | pianiste classique brésilien                                                      | 6e division  |       |
| Françoise Engel (1920 - 2005)     | actrice                                                                           | 27e division |       |
| Maurice Engelhard (1819 - 1891)   | préfet et homme politique français                                                | 27e division |       |
| Brigitte Engerer (1952 - 2012)    | pianiste classique française                                                      | 11e division |       |
| Robert Enrico (1931 - 2001)       | scénariste et réalisateur                                                         | 12e division |       |
| Prosper d'Épinay (1836 - 1914)    | sculpteur franco-mauricien                                                        | 10e division |       |
| Gustave Erlich (1911-1997)        | dessinateur humoriste, journaliste, romancier, auteur dramatique, artiste peintre | 6e division  |       |
| Jean-Claude Esparon (1823 - 1886) | graveur sur métaux, médailleur français                                           | 27e division |       |
| Serge Essaian (1939 - 2007)       | artiste                                                                           | 17e division |       |
| Antoine Étex (1808 - 1888)        | sculpteur français                                                                | 7e division  |       |

- Haut – A
- B
- C
- D
- E
- F
- G
- H
- I
- J
- K
- L
- M
- N
- O
- P
- Q
- R
- S
- T
- U
- V
- W
- X
- Y
- Z

## F
| Nom                             | Métier | Division                                                               | Photo |
| ------------------------------- | --- | ---------------------------------------------------------------------- | ----- |
| André Falcon (1924-2009)        | acteur de cinéma | 8e division                                                            |       |
| Henri Fantin-Latour (1836-1904) | artiste peintre | 10e division                                                           |       |
| Aristide Farrenc (1794-1865)    | musicologue et flutiste                                                                                                | 10e division                                                           |       |
| Louise Farrenc (1804-1875)      | compositrice, pianiste et professeur de piano                                                                          | 10e division                                                           |       |
| Léon-Paul Fargue (1876-1947)    | poète | 18e division                                                           |       |
| Pierre Fédida (1934-2002)       | psychanalyste | 14e division                                                           |       |
| Renée Félyne (1884-1910)        | Mme Lucien Rozenberg, comédienne                                                                                       | 25e division - petit cimetière                                         |       |
| Apel·les Fenosa (1899-1988)     | sculpteur catalan | division ?                                                             |       |
| Jules Férat (1829-1906)         | artiste peintre, dessinateur, graveur et illustrateur                                                                  | 17e division                                                           |       |
| Maurice de Féraudy (1859-1932)  | acteur | 7e division                                                            |       |
| Paul Féval (1816-1887)          | écrivain | 26e division                                                           |       |
| Paul Féval fils (1860-1933)     | écrivain | 26e division                                                           |       |
| Ernest Flammarion (1846-1936)   | éditeur / créateur de la librairie                                                                                     | 27e division                                                           |       |
| Henri Flammarion (1910-1985)    | éditeur / créateur de la librairie                                                                                     | 18e division                                                           |       |
| Michel Fortin (1937-2011)       | acteur | 19e division petit cimetière                                           |       |
| Antoinette Fouque (1936-2014)   | militante pour l'émancipation des femmes, psychanalyste, éditrice, essayiste, politologue et femme politique française | 25e division                                                           |       |
| Henri de France (1911-1986)     | ingénieur, inventeur du système de télévision couleur SÉCAM                                                            | 15e division                                                           |       |
| César Franck (1822-1890)        | organiste et compositeur                                                                                               | 26e division. Le médaillon de sa tombe a été réalisé par Auguste Rodin |       |
| Gisèle Freund (1908-2000)       | photographe | 12e division                                                           |       |
| Paul Friesé (1851-1917)         | architecte | 17e division                                                           |       |
| Othon Friesz (1879-1949)        | artiste peintre | 27e division                                                           |       |
| Carlos Fuentes (1928-2012)      | écrivain mexicain | 4e division                                                            |       |

- Haut – A
- B
- C
- D
- E
- F
- G
- H
- I
- J
- K
- L
- M
- N
- O
- P
- Q
- R
- S
- T
- U
- V
- W
- X
- Y
- Z

## G
| Nom                                                | Métier | Division     | Photo |
| -------------------------------------------------- | --- | ------------ | ----- |
| Robert Gabillard (1926-2012)                       | chercheur et physicien français, professeur émérite                                                                 | division ?   |       |
| Amédée Gabourd (1809-1867)                         | historien et écrivain français                                                                                      | division ?   |       |
| Joseph Paul Gaimard (1793-1858)                    | médecin et naturaliste                                                                                              | 6e division  |       |
| Serge Gainsbourg (1928-1991)                       | auteur, compositeur, chanteur, acteur, réalisateur, artiste peintre et poète                                        | 1re division |       |
| André Galle (1761-1844)                            | graveur et inventeur de la chaîne à maillon (chaîne de bicyclette)                                                  | division ?   |       |
| Alicia Gallienne (1970-1990)                       | poétesse | 9e division  |       |
| Gaston de Galliffet (1830-1909)                    | militaire | 21e division |       |
| Évariste Galois (1811-1832)                        | mathématicien français                                                                                              | division ?   |       |
| Louis Télesphore Galouzeau de Villepin (1822-1888) | sculpteur et maquettiste                                                                                            | 6e division  |       |
| Halil Ganem (1846-1903)                            | Diplomate ottoman, membre des jeunes turcs, rédacteur en chef du bimensuel "La jeune Turquie".                      | 10e division |       |
| Jean-Nicolas Gannal (1791-1852)                    | le "père de l'embaumement moderne", chimiste, inventeur                                                             | 10e division |       |
| Georges Gardet (1863-1939)                         | sculpteur animalier                                                                                                 | 26e division |       |
| Charles Garnier (1825-1898)                        | architecte de l'Opéra de Paris                                                                                      | 11e division |       |
| Jean Gautherin (1840-1890)                         | sculpteur | 28e division |       |
| Armand Gautier (1837-1920)                         | chimiste | 4e division  |       |
| Charles Gauthier (1831-1891)                       | statuaire français                                                                                                  | 10e division |       |
| Oscar Gauthier (1921-2009)                         | artiste peintre | 7e division  |       |
| Albert-Paul Gauthier-Villars (1861-1918)           | fils de Jean-Albert Gauthier-Villars, éditeur français                                                              | 10e division |       |
| Francisque Gay (1885-1963)                         | homme politique français                                                                                            | 29e division |       |
| Xavier Gélin (1946-1999)                           | acteur, producteur, scénariste et réalisateur                                                                       | 1re division |       |
| Sébastienne-Louise Gély (1777-1856)                | épouse de Danton, puis baronne Dupin                                                                                | 2e division  |       |
| Michel Georges-Michel (1883-1985)                  | artiste peintre, journaliste, romancier, traducteur français                                                        | 13e division |       |
| François Gérard (1770-1837)                        | artiste peintre | 1re division |       |
| Léon Ginain (1825-1898)                            | architecte | 2e division  |       |
| Jean Giraud, dit Mœbius, (1938-2012)               | dessinateur de bande dessinée                                                                                       | 9e division  |       |
| Francis Girod (1944-2006)                          | réalisateur producteur et scénariste                                                                                | 3e division  |       |
| Arthur Giry (1848-1899)                            | historien et acteur de l'affaire Dreyfus                                                                            | 17e division |       |
| Théodore Gobley (1811-1876)                        | chimiste, découvreur des phospholipides et de leur structure générale                                               | division ?   |       |
| Henri Goetz (1909-1989)                            | artiste peintre et graveur                                                                                          | 12e division |       |
| Shirley Goldfarb (1925-1980)                       | artiste peintre et écrivaine américaine                                                                             | 13e division |       |
| Sofia Gon's (1986-2011)                            | chanteuse | division ?   |       |
| Henri Gouhier (1898-1994)                          | philosophe, historien de la philosophie et critique dramatique                                                      | 13e division |       |
| Michel-Augustin de Goyon (1764-1851)               | préfet napoléonien                                                                                                  | 1re division |       |
| Charles-Marie-Augustin, comte de Goyon (1803-1870) | fils du précédent, général de division, aide de camp de Napoléon III et sénateur du Second Empire                   | 1re division |       |
| Charles-Marie-Michel, comte de Goyon (1844-1930)   | 3e duc de Feltre, fils du précédent, diplomate et homme politique français du XIXe siècle                           | 1re division |       |
| Aimery de Goyon (1849-1918)                        | 2e comte de Goyon, frère du précédent, diplomate et homme politique français du XIXe siècle                         | 1re division |       |
| Félix Grabowski (1817-1889)                        | sculpteur | 18e division |       |
| Claude Grach-Laprade (1932 - 2015)                 | artiste peintre | 3e division  |       |
| Joseph Gratry (1805-1872)                          | prêtre, philosophe, directeur du Collège Stanislas (1841-1846), académicien (1867)                                  | 4e division  |       |
| Octave Gréard (1828-1904)                          | pédagogue et universitaire                                                                                          | 12e division |       |
| Juliette Gréco (1927-2020)                         | chanteuse et actrice                                                                                                | 7e division  |       |
| Olivier Greif (1950-2000)                          | compositeur | 17e division |       |
| René Grousset (1885-1952)                          | historien membre de l'Académie Française                                                                            | 16e division |       |
| Paul Guilbert (1932-2002)                          | journaliste | 13e division |       |
| Florent Guillain (1844-1915)                       | homme politique français, Ministre des Colonies, député de Dunkerque, conseiller général du canton de Dunkerque-Est | 8e division  |       |
| Edmond Guillaume (1826-1894)                       | architecte | 9e division  |       |
| Gustave Guillaume (1883-1960)                      | linguiste | 11e division |       |
| Émile Antoine Guillier (1849-1883)                 | artiste peintre | 6e division  |       |
| Alexandre Guilmant (1837-1911)                     | organiste et compositeur                                                                                            | 15e division |       |
| Antoine-Patrice Guyot (1777- 1845)                 | artiste peintre paysagiste et professeur                                                                            | 6edivision   |       |

- Haut – A
- B
- C
- D
- E
- F
- G
- H
- I
- J
- K
- L
- M
- N
- O
- P
- Q
- R
- S
- T
- U
- V
- W
- X
- Y
- Z

## H
| Nom                                    | Métier                                                                                                | Division     | Photo |
| -------------------------------------- | --- | ------------ | ----- |
| Louis Hachette (1800-1864)             | éditeur français                                                                                      | 15e division |       |
| Mounir Hafez (1911-1998)               | orientaliste égyptien, mystique soufi                                                                 | 6e division  |       |
| Simon Hantaï (1922-2008)               | artiste peintre                                                                                       | 6e division  |       |
| Clara Haskil (1895-1960)               | pianiste roumaine                                                                                     | 4e division  |       |
| François-Joseph Heim (1787-1865)       | artiste peintre                                                                                       | 8e division  |       |
| Swan Hennessy (1866-1929)              | compositeur irlando-américain                                                                         | 28e division |       |
| Geneviève Hennet de Goutel (1885-1917) | femme de lettres, aquarelliste, infirmière Morte pour la France                                       | 10e division |       |
| Victor Henry (1854-1942)               | artiste peintre français                                                                              | 9e division  |       |
| Marcel L'Herbier (1888-1979)           | réalisateur                                                                                           | 3e division  |       |
| Charles Hermite (1822-1901)            | mathématicien                                                                                         | 6e division  |       |
| Lucien Hervé (László Elkán, 1910-2007) | photographe français d'origine hongroise                                                              | division ?   |       |
| Helen Hessel (1886-1982)               | journaliste (article en allemand)                                                                     | 1re division |       |
| Stéphane Hessel (1917-2013)            | diplomate, ambassadeur de France, résistant, écrivain et militant politique                           | 27e division |       |
| Pierre-Jules Hetzel (1814-1886)        | éditeur de Balzac, Hugo, Sand, Verne et Zola                                                          | 7e division  |       |
| Kamesuke Hiraga (1889-1971)            | artiste peintre japonais                                                                              | 4e division  |       |
| Jean-Antoine Houdon (1741-1828)        | sculpteur                                                                                             | 1re division |       |
| François Huet (1814-1869)              | philosophe                                                                                            | 20e division |       |
| Paul Huet (1803-1869)                  | peintre paysagiste enterré le 11 janvier 1869. Un médaillon sculpté par Auguste Préault orne sa tombe | 3e division  |       |
| Pierre Augustin Hulin (1758-1841)      | général de la Révolution et de l’Empire                                                               | 15e division |       |
| Joris-Karl Huysmans (1848-1907)        | écrivain                                                                                              | 2e division  |       |
| Max Hymans (1900-1961)                 | homme politique                                                                                       | 24e division |       |

- Haut – A
- B
- C
- D
- E
- F
- G
- H
- I
- J
- K
- L
- M
- N
- O
- P
- Q
- R
- S
- T
- U
- V
- W
- X
- Y
- Z

## I
| Nom | Métier                                                              | Division     | Photo |
| --- | ------------------------------------------------------------------- | ------------ | ----- |
| Vincent d'Indy (1851-1931) | compositeur                                                         | 13e division |       |
| Insurgés polonais de Novembre 1830 et Janvier 1863 : Léonard Rettel (1811-1885) écrivain Ignacy Czernik (1803-1887) lithographe Euzebiusz Rydzewski (1841-1882) Franciszek Stawiarski (1805-1888) Apolinary Plucinski (1829-1883) | Insurgés polonais de Novembre 1830 et Janvier 1863 exilés en France | 17e division |       |
| Eugène Ionesco (1909-1994) | auteur dramatique et écrivain roumain                               | 6e division  |       |
| Jean-Robert Ipoustéguy (1920-2006) | sculpteur                                                           | 16e division |       |
| Joris Ivens (1898-1989) | réalisateur                                                         | 12e division |       |

- Haut – A
- B
- C
- D
- E
- F
- G
- H
- I
- J
- K
- L
- M
- N
- O
- P
- Q
- R
- S
- T
- U
- V
- W
- X
- Y
- Z

## J
| Nom                                        | Métier | Division     | Photo |
| ------------------------------------------ | --- | ------------ | --- |
| Édouard Jacques (1828-1900)                | homme politique radical, conseiller municipal (1871-1890), député du XIVe(1889-1898), maire du XIVe(1898-1900) | 2e division  | |
| Andrée Jacob (1906-2002)                   | Résistante et femme politique                                                                                  | ?            | |
| Paul Jamot (1863-1939)                     | conservateur, critique d'art, peintre, collectionneur                                                          | ?            | Il s'agit du monument funéraire où reposent Paul Jamot et son épouse. La structure a été érigée par Auguste Perret. Derrière quatre colonnes, se trouve un bas-relief dessiné par Maurice Denis et sculpté par Joaquim Claret. Rare élément décoratif du monument, il représente une jeune femme mourante dont le haut du corps s'élève vers un ange. |
| Ferdinand Jeanmaire (18??-1898)            | photographe | 10e division | |
| Zizi Jeanmaire (1924-2020)                 | danseuse de ballet, chanteuse, meneuse de revue et comédienne                                                  | 13e division | |
| Félix Armand Marie Jobbé-Duval (1821-1889) | artiste peintre                                                                                                | 17e division | \| |
| Joëlle (Joëlle Mogensen, 1953-1982)        | chanteuse du groupe "Il était une fois"                                                                        | 7e division  | |
| Émile Jonas (1827-1905)                    | compositeur | 14e division | |
| Mladen Josić (1897-1972)                   | artiste peintre serbe                                                                                          | 1re division | |
| Gérard Jouannest (1933-2018)               | pianiste français, accompagnateur de Jacques Brel ainsi que de Juliette Gréco, dont il était également l'époux | 7e division  | |
| Yves Jouffa (1920-1999)                    | résistant, avocat et président de la Ligue des droits de l'Homme                                               | division ?   | |
| Pierre Jean Jouve (1887-1976)              | poète français                                                                                                 | 9e division  | |
| Geneviève Joy (1919-2009)                  | pianiste française et épouse du compositeur Henri Dutilleux                                                    | 12e division | |
| Gustave Jundt (1830-1884)                  | artiste peintre, graveur, dessinateur et illustrateur                                                          | 17e division | |
| Famille de Jussieu                         | famille de botanistes et naturalistes depuis le XVIIIe siècle                                                  | 1re division | |

- Haut – A
- B
- C
- D
- E
- F
- G
- H
- I
- J
- K
- L
- M
- N
- O
- P
- Q
- R
- S
- T
- U
- V
- W
- X
- Y
- Z

## K
| Nom                                   | Métier                       | Division                                | Photo |
| ------------------------------------- | ---------------------------- | --------------------------------------- | ----- |
| Alphonse Kahn (1864-1927)             | chef d'entreprise            | 30e division                            |       |
| Gustave Kahn (1859-1936)              | écrivain et critique d'art   | division ?                              |       |
| Zadoc Kahn (1835-1905)                | grand-rabbin de France       | 5e division                             |       |
| Évelyne Ker (1930-1966)               | actrice                      | 5e division repose avec Claude Lanzmann |       |
| Joseph Kessel (1898-1979)             | écrivain                     | 28e division                            |       |
| Ladislas Kijno (1921-2012)            | artiste peintre français     | 2e division                             |       |
| Charles Koechlin (1867-1950)          | compositeur                  | 16e division                            |       |
| Adamántios Koraïs (1748-1833)         | érudit grec                  | 2e division (cénotaphe)                 |       |
| Pinchus Kremegne (1890-1981)          | artiste peintre              | 26e division                            |       |
| Léopold Kretz (1907-1990)             | statuaire                    | 14e division                            |       |
| Maurice Kriegel-Valrimont (1914-2006) | résistant et homme politique | 10e division                            |       |

- Haut – A
- B
- C
- D
- E
- F
- G
- H
- I
- J
- K
- L
- M
- N
- O
- P
- Q
- R
- S
- T
- U
- V
- W
- X
- Y
- Z

## L
| Nom                                                                 | Métier | Division | Photo |
| ------------------------------------------------------------------- | --- | --- | ----- |
| Paul Labarthe (1844-1894)                                           | médecin, rédacteur de la "Revue de thérapeutique" et fondateur du "Médecin praticien"                                                              | 6e division |       |
| Fernand Labori (1860-1917)                                          | avocat et homme politique | 29e division |       |
| Philippe Labro (1936-2025)                                          | journaliste, homme de médias, présentateur audiovisuel, écrivain, réalisateur, scénariste et parolier                                              | 11e division |       |
| Auguste Lacaussade (1815-1891)                                      | poète | Ses cendres ont été transférées à La Réunion en février 2006                                                                |       |
| Jean-Girard Lacuée (1752-1841)                                      | homme politique | 4e division |       |
| Jean-Baptiste de Lamarck (1744-1829)                                | botaniste et biologiste français | fosse commune |       |
| Valérie Lang (1966-2013)                                            | comédienne française | 2e division |       |
| Paul-Gilbert Langevin (1933-1986)                                   | musicologue français, enterré avec son épouse, Anne-Marie Desbat (1941-2016) et avec sa mère, Éliane Montel (1898-1993), compagne de Paul Langevin | division ? |       |
| Henri Langlois (1914-1977)                                          | le père de la Cinémathèque française | 6e division |       |
| Claude Lanzmann (1925-2018)                                         | cinéaste, journaliste et écrivain français | 5e division |       |
| Antoine de La Panouse (1914-2006)                                   | créateur du Parc zoologique de Thoiry | 13e division |       |
| Evan de Lapeyrière (1907-1994)                                      | artiste peintre français | 4e division |       |
| Antoine-Charles-Étienne-Paul, marquis de La Roche-Aymon (1772-1849) | militaire et homme politique français des XVIIIe et XIXe siècles                                                                                   | 1re division |       |
| Les quatre sergents de La Rochelle                                  | militaires (Jean-François Bories, Jean-Joseph Pommier, Marius-Claude Raoulx, Charles Goubin)                                                       | 8e division |       |
| Henri Larochelle (1826-1884)                                        | directeur de théâtre | 27e division |       |
| Pierre Larousse (1817-1875)                                         | lexicographe et éditeur | 14e division |       |
| Edmond Laurens (1852-1925)                                          | compositeur de musique | division ? |       |
| Henri Laurens (1885-1954)                                           | sculpteur | 7e division |       |
| Auguste Laurent (1807-1853)                                         | chimiste | division ? |       |
| Gérard Lauzier (1932-2008)                                          | auteur, dessinateur de bandes dessinées et réalisateur                                                                                             | 6e division |       |
| Pierre Laval (1883-1945)                                            | homme politique de la Troisième République et du régime de Vichy                                                                                   | 15e division |       |
| Alphonse Laveran (1845-1922)                                        | médecin militaire et parasitologiste | 17e division |       |
| Jane de La Vaudère (1857-1908)                                      | femme de lettres, poétesse | 8edivision, 1religne est, 9etombe sud                                                                                       |       |
| Emmanuel de La Villéon (1858-1944)                                  | artiste peintre | 9edivision |       |
| Claude Laydu (1927-2011)                                            | comédien, producteur et auteur suisse | 9e division) tombe des familles Balliman                                                                                    |       |
| Renée Lebas (1917-2009)                                             | chanteuse et productrice de musique | 30e division |       |
| Maurice Leblanc (1864-1941)                                         | écrivain, créateur d'Arsène Lupin | 10e division |       |
| Gérard Lebovici (1932-1984)                                         | producteur, impresario et éditeur | 25e division |       |
| Jean Leclant (1920-2011)                                            | égyptologue, professeur au Collège de France, secrétaire perpétuel de l'Académie des Inscriptions et Belles Lettres de 1983 à sa mort              | 3e division |       |
| Leconte de Lisle (1818-1894)                                        | poète | 17e division, cénotaphe; la tombe de Leconte de Lisle fut transférée au cimetière marin de Saint-Paul de la Réunion en 1977 |       |
| Jacques Le Groignec (1918-2009)                                     | officier général français | 8e division |       |
| Alfred Lemercier (1831-1900)                                        | imprimeur-lithographe | 8e division |       |
| Jean Le Moal (1909-2007)                                            | artiste peintre non figuratif | division ? |       |
| Marcelle Lender (1862-1926)                                         | actrice, chanteuse et danseuse immortalisée par les peintures de Henri de Toulouse-Lautrec                                                         | 17e division - petit cimetière                                                                                              |       |
| Emma Leroux de Lincy (1807-1879), née Destailleur                   | peintre | 1re division |       |
| Philippe Léotard (1940-2001)                                        | acteur et chanteur | 9e division |       |
| François Leterrier (1929-2020)                                      | réalisateur, scénariste et un acteur | 10e division |       |
| Pierre Émile Levasseur (1828-1911)                                  | historien, économiste, statisticien et géographe français                                                                                          | 17e division |       |
| Urbain Le Verrier (1811-1877)                                       | mathématicien et astronome français | 11e division |       |
| Alfred Lévy (1840–1919)                                             | Grand-rabbin de France | division ? |       |
| Louis-Germain Lévy (1870-1946)                                      | rabbin, fondateur de l’Union libérale israélite de France                                                                                          | 25e division |       |
| Maurice Lévy (1838–1910)                                            | ingénieur et mathématicien | 24e division |       |
| Renée Lichtig (1925-2001)                                           | monteuse | 10e division |       |
| Jérôme Lindon (1925-2001)                                           | éditeur français | 12e division |       |
| François Joseph Lionnet (1805-1884)                                 | mathématicien | 16e division |       |
| Joseph Liouville (1809-1882)                                        | mathématicien | 13e division |       |
| Ernest de Lipowski (1843-1904)                                      | militaire | 27e division |       |
| Gabriel Lippmann (1845-1921)                                        | Physicien français, prix Nobel de Physique 1908 | 24e division |       |
| Émile Littré (1801-1881)                                            | créateur du Dictionnaire de la langue française | 3e division |       |
| Anna Liszt (1788-1866)                                              | mère de Franz Liszt | 10e division |       |
| Baltasar Lobo (1910-1993)                                           | sculpteur | 7e division |       |
| Pierre Loeb (1897-1964)                                             | galeriste | 28e division |       |
| Maurice Loebenberg (1916-1944)                                      | résistant | division ? |       |
| Anna Henryka Loewenhardt née Pustowójtówna (1843-1881)              | militante et soldate polonaise célèbre pour sa participation au soulèvement de janvier 1863.                                                       | 18e division |       |
| Michele Loffredo (1870-1961)                                        | peintre français d'origine italienne | 7e division |       |
| Georges Loinger (1910-2018)                                         | résistant | 30e division |       |
| André de Lorde (1871-1942)                                          | écrivain français | 8e division |       |
| Marceline Loridan-Ivens (1928-2018)                                 | cinéaste et documentariste française | 12e division |       |
| Nicole Louvier (1933-2003)                                          | auteur-compositeur-interprète, écrivain et poète                                                                                                   | 30e division |       |
| Herbert Lottman (1927-2014)                                         | historien | 10e division |       |
| Pierre Louÿs (1870-1925)                                            | écrivain | 26e division |       |

- Haut – A
- B
- C
- D
- E
- F
- G
- H
- I
- J
- K
- L
- M
- N
- O
- P
- Q
- R
- S
- T
- U
- V
- W
- X
- Y
- Z

## M
| Nom                                                               | Métier | Division                       | Photo |
| ----------------------------------------------------------------- | --- | ------------------------------ | ----- |
| Diogène Maillart (1840-1926)                                      | artiste peintre | 27e division                   |       |
| Félicien Mallefille (1813-1868)                                   | romancier et auteur dramatique français                                                                                       | 3e division                    |       |
| Man Ray (1890-1976)                                               | photographe, artiste peintre surréaliste                                                                                      | 7e division                    |       |
| Jacques Mancier (1913-2001)                                       | comédien et présentateur de télévision                                                                                        | 30e division                   |       |
| Ambrose Dudley Mann (1801-1889)                                   | diplomate, représentant des États Confédérés d'Amérique en Europe 1861-1865                                                   | 29e division 2O9N CP 1890      |       |
| Lucie Manvel (1863-1943)                                          | comédienne française de théâtre                                                                                               | 5e division                    |       |
| Jean Marcellin (1821-1884)                                        | sculpteur | 8e division                    |       |
| René Maran (1887-1960)                                            | écrivain français, lauréat du prix Goncourt en 1921                                                                           | 11e division                   |       |
| Pierre-Antoine Marchais (1763-1859)                               | peintre français | 10e division                   |       |
| Chris Marker (1921-2012)                                          | réalisateur, écrivain, illustrateur, traducteur, photographe, éditeur, philosophe, essayiste, critique, poète et producteur   | 16e division                   |       |
| Jacques Marseille (1945-2010)                                     | historien français, spécialiste d'histoire économique                                                                         | 9e division                    |       |
| Jean Martin (1922-2009)                                           | acteur | 6e division                    |       |
| Pascal Massix (1960-2008)                                         | chanteur, acteur spécialisé dans le doublage                                                                                  | 6e division                    |       |
| Henri Maspero (1883-1945)                                         | sinologue | 3e division                    |       |
| Jean Maspero (1885-1915)                                          | papyrologue et égyptologue | 3e division                    |       |
| Claude-Louis Mathieu (1783-1875)                                  | astronome | division ?                     |       |
| Berthe Matrod-Desmurs (1859-1944)                                 | artiste peintre | division 26                    |       |
| Guy de Maupassant (1850-1893)                                     | écrivain français | 26e division - petit cimetière |       |
| Roseta Mauri (1850-1923)                                          | ballerine espagnole | division ?                     |       |
| Claude Mauriac (1914-1996)                                        | écrivain, journaliste | 26e division                   |       |
| Charles Maussion (1923-2010)                                      | artiste peintre | division ?                     |       |
| René Mayer (1895-1972)                                            | homme d'État français | 5e division                    |       |
| Alexis Joseph Mazerolle (1826-1889)                               | artiste peintre | 7e division                    |       |
| Richard Medioni (1947-2016)                                       | rédacteur en chef de Pif Gadget (période rouge), directeur artistique (édition), chevalier de l'ordre des Arts et des Lettres | 10e division                   |       |
| Mathurin Méheut (1882-1958)                                       | artiste peintre, illustrateur, enseignant                                                                                     | division ?                     |       |
| Catulle Mendès (1841-1909)                                        | écrivain | division 22                    |       |
| Philippe-Antoine Merlin de Douai (1754-1838)                      | homme politique | 16e division                   |       |
| Armand Mestral (1917-2000)                                        | acteur | division 25                    |       |
| Alex Métayer (1930-2004)                                          | humoriste, acteur et réalisateur                                                                                              | 9e division                    |       |
| Paul Michaux (1854-1923)                                          | chirurgien, président-fondateur de la Fédération sportive et culturelle de France                                             | 27e division                   |       |
| Georges Michel (1763-1843)                                        | peintre paysagiste | division ?                     |       |
| Hubert Michon (1927-2004)                                         | médecin et prêtre catholique, archevêque de Rabat (Maroc)                                                                     | 15e division                   |       |
| Joseph Michon (1836-1904)                                         | médecin et homme politique | 13e division                   |       |
| Louis Michon (1892-1973)                                          | chirurgien | 15e division                   |       |
| Ludwik Mierosławski (1814-1878)                                   | général polonais | 10e division                   |       |
| Édouard Millault (1808-1887)                                      | compositeur et violoniste | 7e division                    |       |
| Alexis-Pierre Milon (1784-1859)                                   | artiste peintre | division ?                     |       |
| Mireille (1906-1996)                                              | chanteuse, compositrice et actrice                                                                                            | 25e division                   |       |
| Paul Misraki (1908-1998)                                          | compositeur | 12e division                   |       |
| Joëlle Mogensen (1953-1982)                                       | chanteuse du groupe "Il était une fois"                                                                                       | 7e division                    |       |
| René Montaldo (1905 - 1969)                                       | docteur en médecine, ancien maire, ancien Président du Conseil général d'Orléansville et sénateur d'Algérie                   | division ?                     |       |
| Hubert Monloup (1932-1999)                                        | décorateur et scénographe | 4e division                    |       |
| Éliane Montel (1898-1993)                                         | physicienne française, compagne de Paul Langevin et mère de Paul-Gilbert Langevin, enterrée avec son fils et sa belle-fille   | division ?                     |       |
| María Montez (1912-1951)                                          | actrice dominicaine | 24e division                   |       |
| Louis Adélaïde Anne Joseph comte de Montmorency-Laval (1751-1828) | lieutenant général des armées du roi                                                                                          | 1re division                   |       |
| Gustave de Monttessuy (1809-1881)                                 | diplomate | 2e division                    |       |
| Henri Mordacq (1868-1943)                                         | général de division, chef du cabinet militaire de Clemenceau de 1917 à 1920                                                   | division ?                     |       |
| Roland Moreno (1945-2012)                                         | inventeur de la machine à tirer à pile ou face et de la carte à puce, auteur de la Théorie du Bordel Ambiant                  | 11e division                   |       |
| Michèle Morgan (1920-2016)                                        | actrice française | 5e division                    |       |
| Vincent de Moro-Giafferri (1878-1956)                             | homme politique | 10e division                   |       |
| Mounet-Sully (1841-1916)                                          | comédien | 8e division                    |       |
| Moune de Rivel (Cécile Jean-Louis), (1918-2014)                   | et sa mère Fernande de Virel (1881-1953) artistes musiciennes de Montparnasse, originaires de la Guadeloupe                   | 18e division                   |       |
| Lucien Morisse (1929-1970)                                        | artiste musical | division 13                    |       |
| Jules Moulin (1836-1876)                                          | diplomate | 17e division                   |       |
| Paul Mounet (1847-1922)                                           | acteur | 8e division                    |       |
| Véronique Mourousi (1961-1992)                                    | journaliste, épouse d'Yves Mourousi                                                                                           | 18e division                   |       |
| Yves Mourousi (1942-1998)                                         | journaliste | 18e division                   |       |
| Willy Mucha (1905-1995)                                           | artiste peintre français | 1re division                   |       |
| Louis Mullem (1836-1908)                                          | journaliste, écrivain et compositeur français                                                                                 | 27e division                   |       |
| Émile Munier (1840-1895)                                          | artiste peintre | 18e division                   |       |
| Philippe Muray (1945-2006)                                        | essayiste et romancier français                                                                                               | 10e division                   |       |
| Ferdinand de Mylius (1784-1866)                                   | général | 26e division                   |       |

- Haut – A
- B
- C
- D
- E
- F
- G
- H
- I
- J
- K
- L
- M
- N
- O
- P
- Q
- R
- S
- T
- U
- V
- W
- X
- Y
- Z

## N
| Nom                                   | Métier | Division     | Photo |
| ------------------------------------- | --- | ------------ | ----- |
| Fernand Nathan (1858 - 1947)          | éditeur | division ?   |       |
| Pierre Nathan (1893 - 1979)           | éditeur | division ?   |       |
| Jean-Jacques Nathan (1920 - 1987)     | éditeur | division ?   |       |
| Claude Netter (1924-2007)             | escrimeur | 30e division |       |
| Yvonne Netter (1889-1985)             | avocate et féministe                                                                                               | division ?   |       |
| Pol Nicard (1805-1891)                | archéologue, homme de lettres, Président de la Société nationale des antiquaires de France (SNAF) au Louvre (1861) | 10e division |       |
| Désiré Nisard (1806-1888)             | homme politique, écrivain et critique littéraire                                                                   | 17e division |       |
| Marie-Laure de Noailles (1902 - 1970) | mécène, descendante du Marquis de Sade,                                                                            | 28e division |       |
| Philippe Noiret (1930 - 2006)         | acteur | 3e division  |       |

- Haut – A
- B
- C
- D
- E
- F
- G
- H
- I
- J
- K
- L
- M
- N
- O
- P
- Q
- R
- S
- T
- U
- V
- W
- X
- Y
- Z

## O
| Nom                            | Métier                                      | Division     | Photo |
| ------------------------------ | ------------------------------------------- | ------------ | ----- |
| Olivier O. Olivier (1931-2011) | artiste peintre français                    | 2e division  |       |
| Pierre Olivier (1904-1942)     | Résistant, Compagnon de la Libération       | 22e division |       |
| Léon Ollé-Laprune (1839-1898)  | philosophe français                         | 1re division |       |
| Mathieu Orfila (1787-1853)     | médecin espagnol                            | 4e division  |       |
| Joseph Ottavi (1809-1841)      | orateur, journaliste et critique littéraire | 12e division |       |
| Gérard Oury (1919-2006)        | acteur, réalisateur et scénariste           | 5e division  |       |

- Haut – A
- B
- C
- D
- E
- F
- G
- H
- I
- J
- K
- L
- M
- N
- O
- P
- Q
- R
- S
- T
- U
- V
- W
- X
- Y
- Z

## P
| Nom                                                           | Métier | Division                                                       | Photo |
| ------------------------------------------------------------- | --- | -------------------------------------------------------------- | ----- |
| Pan Yuliang (1895–1977)                                       | artiste peintre, sculptrice et graveuse | 7e division                                                    |       |
| Paoli, de son vrai nom Yves Simonpaoli (1928-2018)            | artiste peintre, dentiste et professeur en chirurgie dentaire d'origine corse. Appartient à la génération des peintres abstraits des années 1950. Créateur des prothèses en ceramo-nickel                                                                | division ?                                                     |       |
| Nico Papatakis (1918-2010)                                    | réalisateur grec | 1re division                                                   |       |
| Gaston Paqueau (1860-1897)                                    | artiste peintre | 17e division                                                   |       |
| Jean-Claude Pascal (1927-1992)                                | acteur et chanteur | 25e division                                                   |       |
| Jules Pascin (1885-1930)                                      | Julius Mordecai Pincas de son vrai nom, artiste peintre de l'École de Paris | 28e division                                                   |       |
| Henri Patin (1793-1876)                                       | homme de lettres, helléniste et latiniste | 12e division                                                   |       |
| Max Pécas (1925-2003)                                         | réalisateur, scénariste et producteur de cinéma | 26e division                                                   |       |
| Adolphe Pégoud (1889-1915)                                    | pilote | 7e division                                                    |       |
| Michel Auguste Peigné (1799-1869)                             | grammairien et homme de lettres | 7e division                                                    |       |
| Joseph Pelletier (1788-1842)                                  | pharmacien et chimiste | 10e division                                                   |       |
| Annie Pétain née Alphonsine Berthe Eugénie Hardon (1877-1962) | veuve du maréchal Pétain | 29e division                                                   |       |
| Roland Petit (1924-2011                                       | chorégraphe et danseur | 13e division                                                   |       |
| Louis Petitot (1794-1862                                      | sculpteur | 3e division                                                    |       |
| Pierre Petitot (1760-1840                                     | sculpteur | 3e division                                                    |       |
| Simon Petlioura (1879-1926)                                   | président de l'Ukraine de 1919 à 1926 | 10e division                                                   |       |
| Marcel Philippot (1953-2018)                                  | comédien | 3e division                                                    |       |
| Maurice Pialat (1925-2003)                                    | cinéaste | 9e division                                                    |       |
| Jean Piat (1924-2018)                                         | acteur et écrivain français | 27e division                                                   |       |
| Charles Pigeon (1838-1915)                                    | inventeur de la lampe Pigeon | 22e division                                                   |       |
| Maurice Du Plessys (1864-1924)                                | poète | 9e division                                                    |       |
| Henri Plon (1806-1872)                                        | fondateur avec ses deux frères de la maison d'édition française Plon en 1852 | 12e division                                                   |       |
| Jean Plumancy (1788-1860)                                     | capitaine et sous-intendant | division ?                                                     |       |
| Henri Poincaré (1854-1912)                                    | mathématicien | 16e division                                                   |       |
| Jean Poiret (1926-1992)                                       | acteur | 4e division                                                    |       |
| Marcel Pouget (1923-1985)                                     | artiste peintre | division ?                                                     |       |
| François Pouqueville (1770-1838)                              | membre de l'Institut, diplomate, écrivain philhellène, historien, archéologue, médecin, ayant accompagné l’expédition d’Égypte de Bonaparte | 2e division                                                    |       |
| Marcel Priollet (1884-1960)                                   | auteur de romans populaires | division ?                                                     |       |
| Émile Prisse d'Avesnes (1807-1879)                            | égyptologue | tombe no 368, 9e division, 9e ligne Sud, no 45 avenue de l'Est |       |
| Pierre-Joseph Proudhon (1809-1865)                            | théoricien du socialisme et penseur anarchiste | 2e division                                                    |       |
| Visarion Puiu (en) (1879-1964)                                | évêque métropolitain de l'Église orthodoxe roumaine et condamné à mort par contumace par le Tribunal populaire de Bucarest en 1946 pour crimes de guerre, excommunié par le Saint-Synode en 1950 et réhabilité post mortem par la même instance en 1990. | 18e division                                                   |       |
| Georges Pull (1810-1889)                                      | céramiste | 4e division                                                    |       |

- Haut – A
- B
- C
- D
- E
- F
- G
- H
- I
- J
- K
- L
- M
- N
- O
- P
- Q
- R
- S
- T
- U
- V
- W
- X
- Y
- Z

## Q
| Nom                                                  | Métier | Division     | Photo |
| ---------------------------------------------------- | --- | ------------ | ----- |
| Antoine Chrysostome Quatremère de Quincy (1755-1849) | Savant, archéologue, historien de l'art, homme politique, Secrétaire Perpétuel de l'Académie des Beaux-arts | 7e division  |       |
| Joseph-Marie Quérard (1796-1865)                     | bibliographe, auteur de La France littéraire                                                                | 25e division |       |
| Edgar Quinet (1803-1875)                             | historien français                                                                                          | 11e division |       |

- Haut – A
- B
- C
- D
- E
- F
- G
- H
- I
- J
- K
- L
- M
- N
- O
- P
- Q
- R
- S
- T
- U
- V
- W
- X
- Y
- Z

## R
| Nom                                    | Métier                                                                                  | Division                         | Photo |
| -------------------------------------- | --------------------------------------------------------------------------------------- | -------------------------------- | ----- |
| Auguste Raffet (1804-1860)             | dessinateur, graveur et artiste peintre                                                 | 11e division                     |       |
| Michel Ragon (1924 - 2020)             | critique d'art, historien et romancier                                                  | 11e division                     |       |
| Jean-Pierre Rampal (1922-2000)         | flûtiste                                                                                | 3e division                      |       |
| Charles Rappoport (1865-1941)          | militant socialiste                                                                     | 25e division                     |       |
| Camille Raspail (1827-1887)            | médecin et homme politique                                                              | 2e division                      |       |
| Amable Ravoisié (1801-1867)            | architecte et archéologue                                                               | 6e division                      |       |
| Gaston Redon (1853-1921)               | architecte                                                                              | 22e division                     |       |
| Serge Reggiani (1922-2004)             | comédien et chanteur                                                                    | 9e division                      |       |
| Reiser (1941-1983)                     | dessinateur                                                                             | 13e division                     |       |
| Jeanne Rémy (1881-1961)                | actrice de théâtre et de cinéma                                                         | division ?                       |       |
| Henri Rendu (1834-1902)                | médecin                                                                                 | 1re division                     |       |
| Bienheureuse Rosalie Rendu (1786-1856) | religieuse                                                                              | 14e division                     |       |
| Victor Rendu (1809-1877)               | agronome                                                                                | 1re division                     |       |
| Alain Resnais (1922-2014)              | réalisateur et scénariste français                                                      | 4e division                      |       |
| Pierre Restany (1930-2003)             | historien de l'art et critique d'art français                                           | 3e division                      |       |
| Léopold-Émile Reutlinger (1863-1937)   | photographe des artistes de la Belle Époque et éditeur de cartes postales               | 26e division - petit cimetière   |       |
| Jean-François Revel (1924-2006)        | philosophe, écrivain et journaliste                                                     | 10e division                     |       |
| Paul Reynaud (1878-1966)               | homme d'État                                                                            | 22e division                     |       |
| Maurice Rheims (1910-2003)             | commissaire priseur, historien d'art, écrivain résistant                                | 26e division, petit cimetière    |       |
| Théodule Ribot (1839-1916)             | philosophe                                                                              | division ?                       |       |
| Paul Richer (1849-1933)                | neurologue, anatomiste, historien de la médecine, illustrateur, sculpteur et médailleur | 10e division                     |       |
| Othon Riemann (1853-1891)              | philologue et latiniste                                                                 | division ?                       |       |
| Jean Rivier (1896-1987)                | compositeur                                                                             | division ?                       |       |
| Charles Robert (1827-1899)             | administrateur et écrivain                                                              | 6e division                      |       |
| Yves Robert (1920-2002)                | acteur, scénariste, réalisateur et producteur                                           | 9e division                      |       |
| Georges Rochegrosse (1859-1938)        | artiste peintre, décorateur et illustrateur                                             | 12e division                     |       |
| Étienne Roda-Gil (1941-2004)           | parolier, écrivain, scénariste, dialoguiste                                             | 6e division                      |       |
| Éric Rohmer (1920-2010)                | réalisateur de cinéma                                                                   | 13e division                     |       |
| Jacqueline de Romilly (1913-2010)      | professeur de langue et littérature grecques classiques, membre de l'Académie française | 10e division                     |       |
| Odette Rosenstock (1914-1999)          | résistante,                                                                             | 30e division , avec Moussa Abadi |       |
| Frédéric Rossif (1922-1990)            | documentariste                                                                          | 8e division                      |       |
| Oscar Roty (1846-1911)                 | graveur médailleur                                                                      | 1re division                     |       |
| Adolphe Rouargue (1810-1884)           | peintre, graveur et lithographe                                                         | 13e division                     |       |
| Jean-Sébastien Rouillard (1789-1852)   | artiste peintre                                                                         | 1re division                     |       |
| Sonia Routchine-Vitry (1878-1931)      | peintre                                                                                 | 17e division                     |       |
| Auguste-Jean-Simon Roux (1791-1876)    | artiste peintre                                                                         | 15e division                     |       |
| René Rouzaud (1905-1976)               | parolier                                                                                | 7e division                      |       |
| Maurice Roy (1929-2012)                | journaliste et écrivain                                                                 | 17e division                     |       |
| Auguste Rubin (1841-1909)              | sculpteur                                                                               | 13e division                     |       |
| Marcel Ruby (1924-2011)                | historien, résistant et homme politique                                                 | division ?                       |       |
| François Rude (1784-1855)              | sculpteur                                                                               | 1re division                     |       |
| Julio Ruelas (1870-1907)               | artiste peintre, graveur et illustrateur mexicain                                       | 26e division                     |       |
| Heinrich Daniel Ruhmkorff (1803-1877)  | physicien allemand                                                                      | 20e division                     |       |
| Sonia Rykiel (1930-2016)               | couturière, designer                                                                    | 2e division                      |       |

- Haut – A
- B
- C
- D
- E
- F
- G
- H
- I
- J
- K
- L
- M
- N
- O
- P
- Q
- R
- S
- T
- U
- V
- W
- X
- Y
- Z

## S
| Nom                                               | Métier | Division      | Photo |
| ------------------------------------------------- | --- | ------------- | ----- |
| Robert Sabatier (1923-2012)                       | écrivain | 18e division  |       |
| André Sablon (1896-1946)                          | compositeur, frère de Jean Sablon | 6e division   |       |
| Charles Sablon (1871-1928)                        | compositeur, enterré avec ses enfants | 6e division   |       |
| Germaine Sablon (1899-1985)                       | chanteuse, sœur de Jean Sablon | 6e division   |       |
| Jean Sablon (1906-1994)                           | chanteur, fils de Charles Sablon | 6e division   |       |
| Marcel Sablon (1894-1968)                         | directeur des Ballets de Monte Carlo, frère de Jean Sablon                                                                                | 6e division   |       |
| Charles Augustin Sainte-Beuve (1804-1869)         | poète et romancier, critique | 17e division  |       |
| Camille Saint-Saëns (1835-1921)                   | compositeur | 13e division  |       |
| Sameshima Naonobu (1844-1880)                     | ministre plénipotentiaire du Japon en France                                                                                              | division ?    |       |
| Jules Sandeau (1811-1883)                         | romancier et auteur dramatique | 9e division   |       |
| Marielle de Sarnez (1951-2021)                    | femme politique | 30e division  |       |
| Jean-Paul Sartre (1905-1980)                      | philosophe, enterré avec sa compagne Simone de Beauvoir                                                                                   | 20e division  |       |
| Paul Émile Sautai (1842-1901)                     | artiste peintre | 28e division  |       |
| Claude Sautet (1924-2000)                         | cinéaste | 1re division  |       |
| Georges Sauvage (1845-1918)                       | artiste peintre, illustrateur, et, lithographe                                                                                            | 14e division  |       |
| Georges Schehadé (1905-1989)                      | poète et dramaturge | 11e division  |       |
| Lucien Schnegg (1864-1909)                        | Sculpteur | 27e division  |       |
| Pierre Schoendoerffer (1928-2012)                 | réalisateur et documentariste | 17e division  |       |
| Alexandre Schoenewerk (1820-1885)                 | statuaire | 17e division  |       |
| Ketty Schwartz (1937-2007)                        | chercheuse française | 30e division  |       |
| Léon Schwartzenberg (1923-2003)                   | médecin, cancérologue | 30e division  |       |
| Marcel Schwob (1867-1905)                         | écrivain français, enterré dans le caveau familial de son oncle Léon Cahun                                                                | 5e division   |       |
| Gaspard-Léonard Scrive (1815-1861)                | chirurgien militaire | 9e division   |       |
| Jean Seberg (1938-1979)                           | actrice américaine, femme de Romain Gary                                                                                                  | 13e division  |       |
| Thierry Séchan (1949-2019)                        | écrivain parolier journaliste (frère de Renaud) repose avec ses parents Olivier Sechan (1911-2006) écrivain et Solange Sechan (1922-2019) | 10e division  |       |
| Pierre Seghers (1906-1987)                        | éditeur et poète | 7e division   |       |
| Sergents de La Rochelle                           | (exécutés en 1822) : Boriès, Pomier, Raoulx et Goudin                                                                                     | 8e division   |       |
| Delphine Seyrig (1932-1990)                       | actrice | 15e division  |       |
| Shojaeddin Shafa (1918-2010)                      | homme de lettres, historien, diplomate iranien                                                                                            | 3e division   |       |
| Maurice Siegel (1919-1985)                        | journaliste | 14e division  |       |
| Émile Signol (1804-1892)                          | artiste peintre | 13e division  |       |
| Solo (nom d'artiste de François Solot, 1933-2008) | caricaturiste, homme de presse | 27e division, |       |
| Susan Sontag (1933-2004)                          | essayiste et intellectuelle américaine | 2e division   |       |
| Cécile Sorel (1873-1966)                          | comédienne | 9e division   |       |
| Jesús-Rafael Soto (1923-2005)                     | artiste plasticien | 2e division   |       |
| Léon Soucaret (1867-1933)                         | maire du Touquet-Paris-Plage | 13e division  |       |
| Jean-Louis Sourbieu (1903-1957)                   | résistant français, Compagnon de la Libération                                                                                            | 13e division  |       |
| Chaïm Soutine (1893-1943)                         | artiste peintre | 15e division  |       |
| Caroline Soye (1814-1898)                         | artiste peintre de portraits en miniatures                                                                                                | 10e division  |       |
| Manès Sperber (1905-1984)                         | écrivain | 8e division   |       |
| Odette Spingarn (1925 -2020)                      | assistante sociale, survivante d'Auschwitz et témoin                                                                                      | division ?    |       |
| Jules Steeg (1836-1898)                           | homme politique | 17e division  |       |
| Lucien Steinberg (1926-2008)                      | historien et journaliste | 5e division   |       |
| Jean-Pierre Stirbois (1943-1988)                  | homme politique | 10e division  |       |
| Marie-France Stirbois (1944-2006)                 | femme politique | 10e division  |       |
| Alina Szapocznikow (1926-1973)                    | sculptrice polonaise | 9e division   |       |

- Haut – A
- B
- C
- D
- E
- F
- G
- H
- I
- J
- K
- L
- M
- N
- O
- P
- Q
- R
- S
- T
- U
- V
- W
- X
- Y
- Z

## T
| Nom                                        | Métier                                            | Division     | Photo |
| ------------------------------------------ | ------------------------------------------------- | ------------ | ----- |
| Christophe Tarkos (1963-2004)              | poète                                             | 1re division |       |
| Claude Tchou (1923-2010)                   | éditeur                                           | 1re division |       |
| Laurent Terzieff (1935-2010)               | acteur, metteur en scène                          | 11e division |       |
| Claude Thiébaut (1939-1997)                | réalisateur et archiviste                         | 13e division |       |
| Amédée Thierry (1797-1873)                 | journaliste et historien                          | 19e division |       |
| Augustin Thierry (1795-1856)               | historien                                         | 19e division |       |
| Jacques Thiout (1913-1971)                 | artiste peintre                                   | 1re division |       |
| Gabriel-Jules Thomas (1824-1905)           | sculpteur                                         | 12e division |       |
| Romain Tonazzi dit Tony Romain (1929-1998) | musicien                                          | 13e division |       |
| Roland Topor (1938-1997)                   | artiste                                           | 14e division |       |
| Gilbert Trigano (1920-2001)                | ancien PDG du Club Méditerranée                   | 30e division |       |
| Henri Troyat (1911-2007)                   | écrivain                                          | 2e division  |       |
| Tristan Tzara (1896-1963)                  | poète                                             | 8e division  |       |
| Émile Trélat (1821-1907)                   | homme politique                                   | 28e division |       |
| Maurice Tubiana (1920-2013)                | chercheur en biologie et un cancérologue français | 4e division  |       |

- Haut – A
- B
- C
- D
- E
- F
- G
- H
- I
- J
- K
- L
- M
- N
- O
- P
- Q
- R
- S
- T
- U
- V
- W
- X
- Y
- Z

## U
| Nom                         | Métier                                                    | Division     | Photo |
| --------------------------- | --------------------------------------------------------- | ------------ | ----- |
| Joseph Uchard (1809-1891    | architecte français                                       | 6e division  |       |
| Anne-Marie Uhde (1889-1988) | artiste peintre, repose avec Wilhelm Uhde et Helen Hessel | 1re division |       |
| Wilhelm Uhde (1874-1947)    | collectionneur, galeriste et critique d'art allemand      | 1re division |       |

- Haut – A
- B
- C
- D
- E
- F
- G
- H
- I
- J
- K
- L
- M
- N
- O
- P
- Q
- R
- S
- T
- U
- V
- W
- X
- Y
- Z

## V
| Nom                           | Métier                                                                       | Division     | Photo |
| ----------------------------- | ---------------------------------------------------------------------------- | ------------ | ----- |
| Antony Valabrègue (1844-1900) | poète et critique d'art                                                      | 25e division |       |
| César Vallejo (1892-1938)     | poète péruvien                                                               | 12e division |       |
| Félix Vallotton (1865-1925)   | artiste peintre et graveur sur bois suisse naturalisé français               | 28e division |       |
| Louis Vaneau (1811-1830)      | polytechnicien                                                               | 1re division |       |
| Agnès Varda (1928-2019)       | photographe, cinéaste et visual artist, enterrée avec son époux Jacques Demy | 9e division  |       |
| Daniel Varsano (1953-1988)    | pianiste                                                                     | 8e division  |       |
| Nicolas Vaschide (1874-1907)  | psychologue roumain                                                          | 29e division |       |
| Simone Veil (1927-2017)       | femme politique française, membre de l'Académie française                    | 5e division  |       |
| Antoine Veil (1926-2013)      | homme politique et haut fonctionnaire français                               | 5e division  |       |
| Pierre Vellones (1889-1939)   | compositeur, artiste peintre et médecin                                      | 26e division |       |
| Vercors (1902-1991)           | écrivain français                                                            | 29e division |       |
| Jacques Vergès (1925-2013)    | avocat français                                                              | 26e division |       |
| Constant Verick (1829-1892)   | constructeur d'instruments d'optique                                         | 17e division |       |
| Gilles Verlant (1957-2013)    | journaliste belge                                                            | 4e division  |       |
| Jean de Vernon (1897-1975)    | médailleur et sculpteur                                                      | 27e division |       |
| Françoise Verny (1928-2004)   | éditrice                                                                     | 5e division  |       |
| Pierre Véron (1831-1900)      | journaliste et écrivain français                                             | 3e division  |       |
| Louis Vierne (1870-1937)      | compositeur et organiste                                                     | 13e division |       |
| Eugène Villain (1821-1897)    | artiste peintre                                                              | 13e division |       |
| Auguste Villemot (1811-1870)  | journaliste                                                                  | division ?   |       |
| Alfred Vulpian (1826-1887)    | physiologiste et neurologue                                                  | 10e division |       |

- Haut – A
- B
- C
- D
- E
- F
- G
- H
- I
- J
- K
- L
- M
- N
- O
- P
- Q
- R
- S
- T
- U
- V
- W
- X
- Y
- Z

## W
| Nom | Métier                                                               | Division     | Photo |
| --- | -------------------------------------------------------------------- | ------------ | ----- |
| Henri Wallon (1812-1904)                                                                                                   | historien et homme politique                                         | 18e division |       |
| Joseph Victor Wattiez (1840-1902)                                                                                          | receveur des impôts                                                  | 27e division |       |
| Claude Weisbuch (1927-2014)                                                                                                | peintre et graveur français                                          | division ?   |       |
| Anne Wiazemsky (1947-2017)                                                                                                 | écrivaine, comédienne et réalisatrice française                      | 3e division  |       |
| Nathan Wildenstein (1851-1934) Georges Wildenstein (1892-1963) Daniel Wildenstein (1917-2001) Alec Wildenstein (1940-2008) | amateurs d'art                                                       | 28e division |       |
| Adolphe Léon Willette (1857-1926)                                                                                          | peintre et dessinateur                                               | 2e division  |       |
| Édouard Wolff (1814-1880)                                                                                                  | compositeur de musique                                               | 5e division  |       |
| Etienne Wolff (1904-1996)                                                                                                  | biologiste français                                                  | 30e division |       |
| Georges Wolinski (1934-2015)                                                                                               | dessinateur de presse notamment à Charlie Hebdo                      | 4e division  |       |
| Catherine Noël Worlee (1761-1834)                                                                                          | épouse de Charles-Maurice de Talleyrand-Périgord, Prince de Bénévent | 2e division  |       |
| Jules Worms (1832-1924) | peintre, graveur et illustrateur français                            | 5e division  |       |

- Haut – A
- B
- C
- D
- E
- F
- G
- H
- I
- J
- K
- L
- M
- N
- O
- P
- Q
- R
- S
- T
- U
- V
- W
- X
- Y
- Z

## Y
| Nom                         | Métier    | Division     | Photo |
| --------------------------- | --------- | ------------ | ----- |
| Léonie Yahne (1867-1950)    | actrice   | 1re division |       |
| Hubert Yencesse (1900-1987) | sculpteur | 15e division |       |

- Haut – A
- B
- C
- D
- E
- F
- G
- H
- I
- J
- K
- L
- M
- N
- O
- P
- Q
- R
- S
- T
- U
- V
- W
- X
- Y
- Z

## Z
| Nom                              | Métier                                            | Division     | Photo |
| -------------------------------- | ------------------------------------------------- | ------------ | ----- |
| Élisabeth Zabeth (1879-1933)     | artiste peintre                                   | 25e division |       |
| Ossip Zadkine (1890-1967)        | sculpteur                                         | 8e division  |       |
| Zao Wou-Ki (1920-2013)           | peintre et graveur                                | 1re division |       |
| May Zao (1930-1972)              | sculptrice, deuxième épouse du peintre Zao Wou-Ki | 1re division |       |
| Charles René Zeiller (1947-2015) | paléobotaniste                                    | 1re division |       |
| Sabine Zlatin (1907-1996)        | résistante et peintre                             | 18e division |       |

- Haut – A
- B
- C
- D
- E
- F
- G
- H
- I
- J
- K
- L
- M
- N
- O
- P
- Q
- R
- S
- T
- U
- V
- W
- X
- Y
- Z